# Gaspar de Baeza
Gaspar de Baeza (Baeza, Jaén, 1540 - 1569), jurisconsulto, humanista, traductor y escritor español del Siglo de Oro.

## Biografía
Estudió leyes en las Universidades de Granada y Salamanca; en esta última fue discípulo del jurista Juan Orozco. Fue considerado uno de los jurisconsultos más importantes de su época, en la estela del llamado humanismo jurídico en latín practicado en Italia por el célebre Andrea Alciato. Ejerció como abogado en la Real Chancillería de Granada y profesor de su universidad y frecuentó la tertulia de Alonso de Granada Venegas, donde conoció a Hernando de Acuña, Diego Hurtado de Mendoza, Juan Latino, Luis Barahona de Soto, Pedro de Padilla, Gregorio Silvestre y Jorge de Montemayor. Tradujo al castellano la Historia General (Salamanca: 1562-63); Comunidades de España (Granada: 1564) y los Elogios o vidas breves de los caballeros antiguos y modernos (Granada: 1568), obras escritas en latín por el «doctissimo Paulo Jovino», más conocido como Paulo Jovio. Destacó también por su dominio de la teología, filosofía, gramática, geografía e historia.

## Obras
- In Caroli Quinti... constitutionem de non meliorandi filiabus dotis ratione... enarratio (Granada, 1566).
- De Decima Tutori Hispanico iure praestanda tractatus (Granada, 1567).
- Prima Pars tractatus de Inope debitore (Granada, 1592).
- Opera Omnia Gasparis Beatiae (Madrid, 1592).